# Toni Kallio
Toni Kallio (Tampere, Finlandia, 9 de agosto de 1978) es un exfutbolista y entrenador finlandés, se desempeñaba como lateral y defensa central actualmente está retirado tras dejar el Ilves Tampere. Se le apoda "Bonecrusher" por su gran presencia física.

## Clubes

### Como jugador
| Club                   | País       | Año         |
| ---------------------- | ---------- | ----------- |
| Tampereen Pallo-Veikot | Finlandia  | 1996 - 1997 |
| FC Jazz                | Finlandia  | 1997        |
| Tampereen Pallo-Veikot | Finlandia  | 1997 - 1999 |
| HJK Helsinki           | Finlandia  | 2000 - 2004 |
| Molde FK               | Noruega    | 2004 - 2007 |
| BSC Young Boys         | Suiza      | 2007 - 2008 |
| Fulham FC              | Inglaterra | 2008 - 2009 |
| Sheffield United       | Inglaterra | 2009        |
| Fulham FC              | Inglaterra | 2009 - 2010 |
| Sheffield United       | Inglaterra | 2010        |
| Viking FK              | Noruega    | 2010        |
| Muangthong United      | Tailandia  | 2011        |
| FC Inter Turku         | Finlandia  | 2011-2012   |
| Ilves Tampere          | Finlandia  | 2012-2014   |

### Como entrenador
| Club             | País      | Año           |
| ---------------- | --------- | ------------- |
| FC Ilves Tampere | Finlandia | 2021-presente |